# Hadrodontes teitensis
Hadrodontes teitensis är en fjärilsart som beskrevs av Van Someren 1963. Hadrodontes teitensis ingår i släktet Hadrodontes och familjen praktfjärilar. Inga underarter finns listade i Catalogue of Life.